# Phrynobatrachus kinangopensis
Phrynobatrachus kinangopensis är en groddjursart som beskrevs av Angel 1924. Phrynobatrachus kinangopensis ingår i släktet Phrynobatrachus och familjen Phrynobatrachidae. IUCN kategoriserar arten globalt som livskraftig. Inga underarter finns listade i Catalogue of Life.